# 5417 Solovaya
Az 5417 Solovaya (ideiglenes jelöléssel 1981 QT) a Naprendszer kisbolygóövében található aszteroida. Brožek, L. fedezte fel 1981. augusztus 24-én.